# Angela Autsch
Angela Autsch, född den 26 mars 1900 i Röllecken vid Attendorn, död den 23 december 1944 i Auschwitz-Birkenau, var en tysk nunna i trinitarierorden. Hon greps av Gestapo för att ha kritiserat Adolf Hitler och kallat honom "hela Europas gissel". Först internerades hon i Ravensbrück och år 1942 fördes hon till Auschwitz-Birkenau där hon dog. Hon kallas "Auschwitz ängel". Angela Autsch förklarades som vördnadsvärd den 19 maj 2018.
I Pfarrkirche Maria-Schnee i Mötz finns en minnestavla över Angela Autsch.

### Webbkällor
- ”Angela vom Heiligen Herzen Jesu Autsch” (på tyska). Ökumenisches Heiligenlexikon. Arkiverad från originalet den 26 januari 2021. https://archive.md/ZJonk. Läst 26 januari 2021.